# 교회 교의학

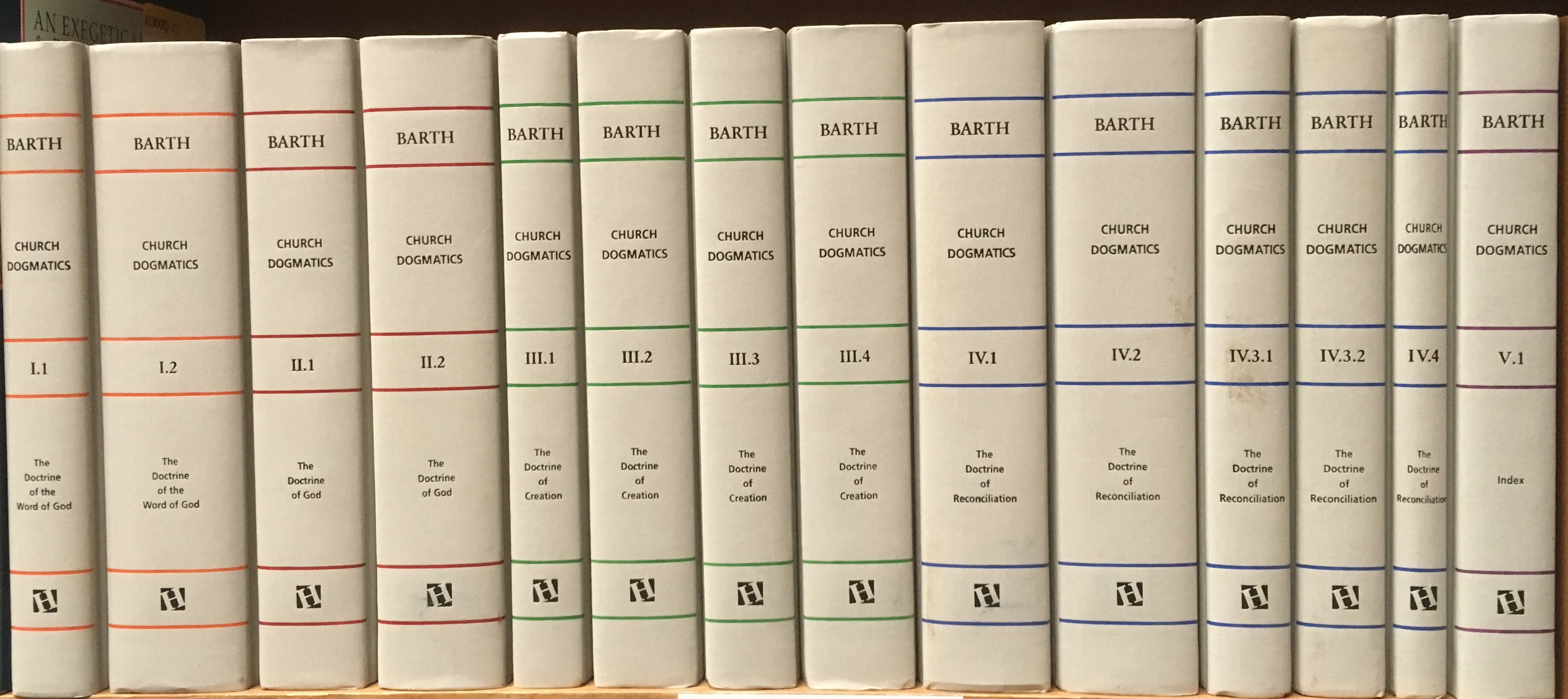
Karl Barth의 교회 교의학

교회 교의학(Church Dogmatics; CD)은 스위스 개신교 신학자 칼 바르트(Karl Barth, 1886–1968)의 대표작이다. 샬로테 폰 키르쉬바움(Charlotte von Kirschbaum)도 중요한 기여를 했다.
이 책은 전반적으로 예수 그리스도 중심의 교의학을 제시하며, 20세기의 가장 방대한 신학 저작으로 꼽힌다. 13권의 부속본과 색인권으로 구성되어 있으며, 약 9300페이지에 이른다. 첫 번째 권인 I/1은 1932년에 출간되었고, 마지막 권인 IV/4는 미완성 상태로 1967년에 출간되었다. 바르트는 예정된 마지막 권인 V(구속론)을 집필하지 못했다.
그 방대한 분량과 흰색의 거친 리넨 표지 때문에 모비딕이라는 별명도 있다.

## 집필 과정
칼 바르트는 《로마서 주석》(1919)을 처음 집필한 이후, 동일한 주제를 다루더라도 새로운 시작점에서 내용을 다시 숙고하고 새롭게 서술해야 한다는 필요성을 느꼈다. 이를 통해 《로마서 주석》 제2판(1922)에서 변증법적 신학, 즉 신정통주의의 토대를 마련했다.
1921년 바르트가 개혁신학 교수로 임명된 이후, 기독교 신학의 역사, 고대 교회의 신조, 그리고 종교개혁가들의 신학에 대해 폭넓게 연구했다. 이러한 학문적 배경에서 초기 교의학을 보여줄 작품들이 탄생했다. 여기에는 《기독교 종교 교육》(1924/25)과 《기독교 교의학 초안》(1927)이 포함된다. 이후 바르트는 《이해를 추구하는 믿음》(1931)에서 캔터베리의 안셀무스의 존재론적 신 존재 증명에 대해 심도 있게 논의했다. 이 책에서 그는 신학이 교회(ecclesia)의 예수 그리스도에 대한 믿음에서 시작해야 한다고 강조했다.
그 이후, 바르트는 "기독교적(christlich)"이라는 다의적 형용사 대신 "교회적(kirchlich)"이라는 용어를 사용하기 시작했다. 1932년 《교회 교의학》 제1권 1부의 서문에서 "교회적(kirchlich)"이라는 용어를 선택한 이유를 다음과 같이 설명했다. 교의학은 "자유로운 학문이 아니라, 교회의 영역에 묶여 있으며, 교회 안에서만 가능하고 의미 있는 학문"이라는 것이다. 그는 이 책을 교회의 공동체를 위해 집필했으며, 올바른 신학이 독일 기독교인의 잘못된 신학적 입장, 즉 "비신학(Untheologie)"과 구별되도록 하고, 신학의 유일한 출발점인 예수 그리스도를 설명하여 예수 그리스도의 공동체에 봉사하고자 했다.
바르트는 이 거대한 작업에 착수한 이유에 대해 "나는 어떤 분야에서도 기존의 교회 교리나 신학적 전통을 단순히 따를 수 없었으며, 내가 옳다고 여긴 중심, 즉 예수 그리스도의 인격과 사역에 대한 구약 및 신약의 증언에서 출발해 모든 것을 새롭게 숙고하고 전개해야 했다."라고 밝혔다.
바르트는 초기 교의학 초안에서처럼, 각 장의 시작에 요약적인 명제를 제시하고, 이후 본문에서 이를 상세히 설명했다. 또한, 소문자로 표기된 방대한 부록에서 성경 본문과 신학적 전통을 심도 있게 논의했는데, 이 부록 중 상당수는 그의 협력자인 샬로테 폰 키르쉬바움(Charlotte von Kirschbaum)이 작성했다.
일부 초기 비판자들은 바르트가 성경 본문을 자신의 교의학적 입장을 설명하는 데에만 사용했다고 주장했으나, 《교회 교의학》의 많은 부분에서 이러한 비판은 반박되었다. 바르트는 종종 성경 주석을 통해 교의학적 입장에 도달했음을 보여준다.
1부의 1권, 즉 I/1은 독일에서 이른바 "교회 투쟁(Kirchenkampf)"**이 시작되기 직전에 집필되었다. 당시 독일 개신교의 상당 부분은 기독교 신앙을 나치즘의 이데올로기에 동화시키고, 독일 복음주의 교회(Deutsche Evangelische Kirche)를 나치의 지도자 원리에 따라 중앙집권적 구조로 재편하려 했으며, 국가의 아리아인조항에 따라 유대인 출신 기독교인을 교회에서 배제하려고 했다.
바르트는 이 갈등을 기독교 신학의 오랜 오류적 발전의 결과이자 일시적인 절정으로 인식했다. 그는 이러한 상황을 바로잡고 극복하기 위해 《교회 교의학》이라는 대규모 반론적 기획을 통해 신학적 대안을 제시하고자 했다.

## 구성
| 출판 연도 | 권/부속본 | 제목                                                             | 장(내용)                                                   |
| --------- | --------- | ---------------------------------------------------------------- | ---------------------------------------------------------- |
| 1932      | CD I/1    | 하나님의 말씀에 대한 교리(Prolegomena zur christlichen Dogmatik) | 1. 교의학의 기준으로서 하나님의 말씀 2. 하나님의 계시      |
| 1938      | CD I/2    | 하나님의 말씀에 대한 교리(Prolegomena zur christlichen Dogmatik) | 2. 하나님의 계시 (계속) 3. 성경 4. 교회의 선포             |
| 1940      | CD II/1   | 하나님에 대한 교리(Die Lehre von Gott)                           | 5. 하나님의 인식 6. 하나님의 실재                          |
| 1942      | CD II/2   | 하나님에 대한 교리(Die Lehre von Gott)                           | 7. 하나님의 은혜로운 선택 8. 하나님의 명령                 |
| 1945      | CD III/1  | 창조에 대한 교리(Die Lehre von der Schöpfung)                    | 9. 창조의 사역                                             |
| 1948      | CD III/2  | 창조에 대한 교리(Die Lehre von der Schöpfung)                    | 10. 피조물                                                 |
| 1950      | CD III/3  | 창조에 대한 교리(Die Lehre von der Schöpfung)                    | 11. 창조주와 그의 피조물                                   |
| 1951      | CD III/4  | 창조에 대한 교리(Die Lehre von der Schöpfung)                    | 12. 창조주의 하나님의 명령                                 |
| 1953      | CD IV/1   | 화해에 대한 교리(Die Lehre von der Versöhnung)                   | 13. 화해 교리의 주제와 문제 14. 예수 그리스도: 주로서의 종 |
| 1955      | CD IV/2   | 화해에 대한 교리(Die Lehre von der Versöhnung)                   | 15. 예수 그리스도: 종으로서의 주                           |
| 1959      | CD IV/3   | 화해에 대한 교리(Die Lehre von der Versöhnung)                   | 16. 예수 그리스도: 참된 증인                               |
| 1967      | CD IV/4   | (단편) 기독교 삶의 근거로서의 세례                               | -                                                          |
| 1976      | CD IV/4   | (유고 단편) 기독교적 삶                                          | -                                                          |

총 두 권으로 나뉜 1부(Ⅰ)는 교의학의 서론, 하나님의 말씀에 관한 교의, 계시를 다룬다. 서론에서 그는 교의학이란 교회를 위한 학문으로 본다. 신학이란 교회에서 선포하는 복음과 교회의 행동을 비판적으로 검증하고 돕기 위한 것으로 여겼기 때문이다. 따라서 이 교의학의 뿌리는 하나님의 말씀에 뿌리를 두고 있음을 “삼중 형식”에 따라 설명한다. 2부에서는 이 삼중 형식에 따라 계시, 성서, 교회의 선포에 담긴 의미를 밝힌다.
2부(Ⅱ)는 신론에 해당한다. Ⅱ/1에서 그는 인간의 하나님 인식 방법과 하나님은 누구신가를 묻는다. 인간은 하나님이 허락하시는 만큼만 하나님을 인식할 수 있다. 하나님은 정형화된 인식의 대상이 아니라, 인식의 주체로서 자유롭게 행동하는 분이시기도 하기 때문이다. 바르트는 ‘자유’와 ‘사랑’ 두 개념을 가지고 하나님을 설명한다.
Ⅱ/2 선택론에서는 개신교의 이중예정론을 비판한다. 이것은 숙명론에 빠질 위험이 있고, 하나님의 은총을 침해하기 때문이다. 그는 이중예정론 대신 그리스도를 통한 은총의 선택론을 이야기한다. 즉 예정론을 선택과 유기의 개념으로 이해할 것이 아니라, 예수 그리스도를 ‘선택하시는 하나님’과 ‘선택받는 인간’이라는 이중적 존재방식으로 이해해야 한다는 것이다. 하나님은 예수 그리스도를 ‘선택’하시고 그 안에서 세계를 창조하시고, 인간을 만나신다. 그리고 인간을 구원하시기 위해 예수 그리스도를 ‘버림받은 인간’의 자리에 두신다. 결국 예수 그리스도의 수난을 통해 하나님은 인간을 구원하기 위한 ‘자유로운’ 결단과 ‘사랑’을 선택하신 것이다. 따라서 선택론은 예수 그리스도를 통한 은총에 관한 이야기이다.
3부(Ⅲ)는 창조론에 해당한다. Ⅲ/1 창조론의 핵심은 창조를 창조행위 자체가 아니라 인간과 하나님의 계약의 틀로 본다는 것이다. 즉 창조는 예수 그리스도의 화해 사역을 통해 인간과 하나님의 계약이 성취되기 위한 전제로서 역할을 한다.
Ⅲ/2는 인간론에 해당하는 책이다. 바르트는 인간을 심리학이나 철학 등 세속 학문이 아닌 성서의 ‘참 인간’ 예수를 통해 이해하고자 한다. 인간의 근원, 인간 창조의 신학적 의미, 하나님의 형상, 영혼과 육체, 시간의 의미를 ‘참 인간’ 예수의 공생애의 모습과 사역을 통해 설명한다. 바르트는 ‘참 인간’인 예수는 하나님과의 계약의 대상자이며 인간이 따라야 할 참된 인간성을 가진 존재로 이해한다.
Ⅲ/3은 창조 세계 전반에 관한 하나님의 주권과 섭리를 다룬다. 여기서 그는 하나님의 섭리, 만물의 아버지로서 하나님이 세상을 통치하시고 보살피는 방식, 악의 기원과 무, 하늘나라, 천사 등 다채로운 주제를 설명한다.
Ⅲ/4는 피조물인 인간의 구체적인 상황에서 하나님이 지시하는 여러 명령을 윤리적 차원에서 다룬다. 이 윤리적 차원은 수직적인 차원과 수평적인 차원이 있는데, 수직적인 차원은 안식일, 신앙고백, 기도로, 수평적인 차원은 남녀 ,부모와 자녀, 이웃과 이웃의 관계를 통해 고찰한다. 이외에 직업윤리도 다룬다.
4부(Ⅳ) 화해론은 『교회교의학』의 핵심으로 여기서 바르트는 계시, 삼위일체론, 선택론, 창조론을 토대로 예수 그리스도를 통해 성취된 하나님과 인간의 화해를 말한다. 화해론은 예수 그리스도의 인격과 사역을 따라 크게 세 부분으로 나눈다.
먼저 Ⅳ/1은 ‘하나님의 아들’인 그리스도의 모습을 다룬다. 하나님의 아들인 예수 그리스도는 인간과 하나님을 십자가를 통해 화해시킨다. 예수를 통해 인간의 ‘교만’이 드러나지만 예수 그리스도의 순종을 통해 ‘칭의’를 이루신다. 예수는 성령을 통해 그리스도인의 공동체를 세우시고 그 공동체가 믿음의 삶을 사는 화해의 일꾼이 되도록 이끄신다.
Ⅳ/2는 ‘인간의 아들’인 예수 그리스도의 모습을 다룬다. 죽으시고 부활하셔서 하늘로 올라가신 ‘인간의 아들’인 예수, 즉 죽음에서 승리하심으로써 하나님과 화해한 첫 인간이 되신다. 그는 인간의 ‘나태와 비참’이라는 죄의 모습을 폭로하고 인간을 ‘성화’로 이끄신다. 또한 그리스도인 공동체가 성령의 능력으로 하나님을 사랑하고 이웃을 사랑하는 삶을 살도록 돕는다.
Ⅳ/3에서는 ‘중보자’인 예수의 모습에 초점을 둔다. 온 세상에 하나님과의 화해를 선포하는 진리의 선포자로서 세상의 ‘거짓’을 드러내며, 인간에게 ‘그리스도인’이라는 새로운 실존을 부여하신다. 나아가 성령이 주시는 소망으로 세상에 진리의 수호자이며 거짓된 이념을 몰아내도록 하신다.
IV/4의 결론 부분에서 화해자의 하나님의 명령에 대한 논의를 계획했다. 이 논의에는 바르트 생전에 단편으로 출판된 세례 교리 외에도 성찬 교리가 포함될 예정이었다. 바르트의 유고로 남겨진 원고는 이후 발굴되어 출판되었다.
바르트는 또한 《교회 교의학 V》를 구원에 대한 교리로 구상했으나, 이 작업은 끝내 실현되지 못했다.